# ニューなのはな
ニューなのはなは、東日本旅客鉄道（JR東日本）が1997年（平成9年）から2016年（平成28年）まで保有していた鉄道車両（電車）で、ジョイフルトレインと呼ばれる車両の一種である。

## 概要
JR東日本千葉支社では、国鉄時代の1986年よりお座敷電車「なのはな」を保有し、団体輸送に使用されてきた。しかし、老朽化に加えて直流電車であったことから交流電化区間への乗り入れが出来ず、運用に制約があった。
このため「なのはな」代替と同時にサービスレベルの向上を主眼として開発された車両である。

## 車両
いずれの車両も485系電車からの改造で、東急車輌製造で造られたが、郡山工場（現・郡山総合車両センター。1997年〈平成9年〉12月20日付）施工名義となっている。先頭車がクロ484形とクロ485形、中間車はモロ484形とモロ485形で、各車両の番号は「リゾートエクスプレスゆう」・「宴」・「華」の続番とされた。
形式はグリーン車であるが、後述する座席仕様での運用も可能でありこの場合は普通車扱いとなる。
車体は「華」同様の丸味を帯びた車体を新造し、機器類は種車からそのまま流用。車体断面もほぼ「華」と同じ車両限界とし、PS26-1形パンタグラフ搭載部分の低屋根化が行われているため中央東線への入線も可能である。また信越本線横川 - 軽井沢間（碓氷峠）通過対策（通称：横軽対策）は、同区間廃止後に落成したことから未施工となったほか、方向幕を側面に搭載する。
正面は「華」同様に緩やかな半径の曲面ガラス1枚構造であるが、本車両では乗務員室直後を出入台（デッキ）とし、展望サロンも未設置。塗装デザインは車体の上半分が緑系統・下半分が青系統色、緑と青の境界には白い細帯が入るほか、正面窓周りは黄色とした。
ニューなのはな 編成
| 号車 | 1              | 2              | 3              | 4              | 5              | 6              |
| 車番 | クロ484-5      | モロ484-9      | モロ485-7      | モロ484-8      | モロ485-6      | クロ485-3      |
| 種車 | サロ481-1506   | モハ484-1076   | クモハ485-1009 | モハ484-1017   | クモハ485-1001 | サロ481-1007   |
| 定員 | 座席48・座敷32 | 座席56・座敷28 | 座席56・座敷40 | 座席40・座敷28 | 座席64・座敷44 | 座席48・座敷32 |

### 客室
| 車内板状荷物棚折りたたみ可能  |  | 座席背もたれは前後に分割可能  |
| 車内 板状荷物棚折りたたみ可能 |  | 座席 背もたれは前後に分割可能 |

本車両の最大の特徴は、団体の人数・目的や嗜好に応じて座敷と座席の仕様変換が可能な座席構造とした点である。
座席仕様の場合は固定クロスシート（ボックスシート）となるが、座敷として使用する場合はクロスシートの背もたれを分割して倒すことで畳面が現れる。中央通路はそのままテーブルをセットすることで、深さ380mmの掘り炬燵構造となる。また、荷物棚は座席使用時を基準に設置高さが決められたため座敷利用時には折りたたまれる。
各車両には通信カラオケと冷蔵庫が設置されているが、これは座席・座敷のどちらでも使用可能とした。
2号車・4号車はパンタグラフを搭載する直下区画が低屋根構造のため座敷にした場合に充分な天井高さが確保できないことから、2号車が固定クロスシート16席分・多目的室、4号車がミーティングルームとした。
1号車・3号車・6号車に循環式の洋式トイレ・洗面所・自動販売機を、4号車にテレホンカード式公衆電話を1台設置する。

## 運用
1997年（平成9年）12月18日に公式試運転を行い、幕張電車区（現・幕張車両センター）に配置された。1998年（平成10年）2月1日の初営業から交流電化線区へ乗り入れを開始。その後は団体専用列車および臨時列車を中心に運用されており、2008年（平成20年）から2010年（平成22年）までは両国 - 成東間にて臨時快速列車「お座敷東金号」として運用された。座席構造を生かしてお座敷とボックスシートを車両単位で切り替えたり、同じ車両内で片側をお座敷・残り片側を座席として運転されたケースもある。
車両の老朽化に伴い、2016年（平成28年）8月21日に恒常的に充当されてきた臨時列車「リゾートあわトレイン」で定期運用を
、同月27日 - 28日に団体臨時列車「ありがとうニューなのはな 北総・南房総乗りつくしの旅」で臨時運用を終了。同年9月25日に長野総合車両センターへの廃車回送を兼ねたさよなら運転を実施後、翌26日付で廃車された。またこの列車の代替車両はなかったが、元南武線の209系2200番台を再改造した「BOSO BICYCLE BASE」が後継として運用されている。